# Cuatro babys
"Cuatro Babys" é uma canção do artista musical colombiano Maluma, com os rappers porto-riquenhos Noriel, Bryant Myers e Juhn. A música é tirada do álbum Trap Capos: Season 1 (2016). Foi lançado como o primeiro single do álbum, em 14 de outubro de 2016, pela Sony Music Colombia. A canção foi comercialmente bem-sucedida em países da América Latina, atingindo os 40 maiores nas paradas na Colômbia e atingindo o pico no 15º da Billboard Hot Latin Songs.

## Videoclipe
O videoclipe de "Cuatro Babys" estreou em 14 de outubro de 2016 na conta Vevo do Maluma no YouTube. O videoclipe foi dirigido por Jose Javy Ferrer e apresenta Maluma, Noriel, Bryant Myers e Juhn em várias cenas cercadas por mulheres que obedecem cada um de seus comandos. O videoclipe superou 810 milhões de visualizações no YouTube.

## Desempenho nas paradas musicais

### Paradas semanais
| Chart (2016)                               | Maior posição |
| ------------------------------------------ | ------------- |
| Colômbia (National-Report)                 | 21            |
| Espanha (PROMUSICAE)                       | 55            |
| Estados Unidos (Billboard Hot Latin Songs) | 15            |

## Vendas e certificações
| Região | Certificação    | Vendas   |
| --- | --------------- | -------- |
| Espanha (PROMUSICAE)                                                                                         | Ouro            | 40,000^  |
| Estados Unidos (RIAA)                                                                                        | 4× Platina      | 240,000‡ |
| México (AMPROFON)                                                                                            | 2× Platina+Ouro | 150,000* |
| ^distribuições baseadas apenas na certificação ‡vendas+valores de streaming baseados somente na certificação |                 |          |